# Slovinci
Slovinci (slovinsky Slovenci) jsou jihoslovanský národ žijící hlavně ve Slovinsku. Jejich celkový počet činí asi 2,2 milionu osob.
Slovinština patří k jihoslovanské skupině slovanské větve indoevropské rodiny. Používá se latinka. Slovinci jsou převážně katolíci.
Jejich předci na dnešní území přišli ve 2. polovině 6. století n. l. . Jejich původní území pokrývalo i východ dnešního Rakouska (až po Dunaj) a další alpská údolí (tzv. alpští Slované). V 8. století jejich území ovládli Bavoři, později Francká říše.
Archeologickým projevem Slovinců v 9.-10. století byla tzv. karantánska kultura (köttlašská kultura). Slovinci byli v průběhu dějin z velké části germanizováni a maďarizováni, zůstali jen Slovinci v dnešním Slovinsku a menšiny hlavně v Rakousku a Maďarsku.

## Souvislost se Slováky
Slovinci a Slováci mají ve vlastních jazycích historické jméno (srovnej přídavné jméno „slovenski“ ve slovinštině a „slovenský“ ve slovenštině), a to adaptovaný výraz slověne (čti sloväné nebo slovené; ve slovenštině často nesprávně „překladané“ jako Slovieni), což bylo zřejmě původní označení všech nebo aspoň Slovanů karpatské kotliny a okolí; jen ve slovenštině došlo v 15. století - i to jen v mužském rodě podstatného jména - ke změně koncovky na „-ák“. Slovinci a Slováci byli až do příchodu Maďarů a potom ještě i v rámci Uherska přinejmenším do konce středověku bezprostřední sousedi - podle toponymie probíhala slovensko-slovinská jazyková hranice v dnešním jihozápadním Maďarsku (viz kniha: Stanislav Ján, Slovenský juh v stredoveku I.,II.;NLC 1999)

## Osobnosti
Fritz Pregl dostal Nobelovu cenu za chemii. Významným fyzikem byl Jožef Stefan. Matematik Jurij Vega ovlivnil vývoj balistiky. Elektrické jevy studoval Milan Vidmar, bioakustiku biolog Ivan Regen.
Nejslavnějším slovinským filozofem je Slavoj Žižek. Lingvista a slavista Franc Miklošič se zapojil i do revoluce roku 1848, dalším významným lingvistou 19. století byl Jernej Kopitar. Odborníkem na moderní slovinské dějiny je historik Janko Prunk.
Klasiky slovinské literatury jsou France Prešeren, Oton Župančič, Ivan Cankar a Edvard Kocbek. Autorem první tištěné knihy ve slovinštině byl Primož Trubar. Osvícencem a bojovníkem za slovinštinu byl básník Valentin Vodnik. Romantismus v rovině umělecké a ilyrismus v rovině politické reprezentoval básník Stanko Vraz. Představitelem neoavantgardy byl Tomaž Šalamun, modernismu básník Srečko Kosovel. Spisovatel Vladimir Bartol patřil ke slovinské menšině v Itálii, stejně jako Boris Pahor. Známým současným autorem je Drago Jančar.
Nejvýznamnějším slovinským architektem byl Jože Plečnik, malířem Ivana Kobilca. Slavným renesančním hudebním skladatelem byl Jacobus Gallus. Z romantických skladatelů se proslavil nejvíce Hugo Wolf.
K významným Titovým partyzánům a následně politikům socialistické Jugolávie patřil Edvard Kardelj.
Gymnasta Leon Štukelj má tři zlaté olympijské medaile. Dvě zlaté má biatlonista Jakov Fak či sjezdařka Tina Mazeová. Za nejlepšího slovinského fotbalistu druhé poloviny 20. století byl vyhlášen Branko Oblak. Mezi světovou špičku v silniční cyklistice se dokázali probojovat Primož Roglič a Tadej Pogačar.